# Parti radical de gauche
Parti radical de gauche (PRG) (Radikální strana levice nebo Levicová radikální strana) byla sociálně liberální, středolevá francouzská strana. Vyčlenila se roku 1971 z Radikálně socialistické strany, která se přiklonila k pravému středu politického spektra.
Při straně existuje mládežnické hnutí Jeunes radicaux de gauche (Mladí radikálové levice).

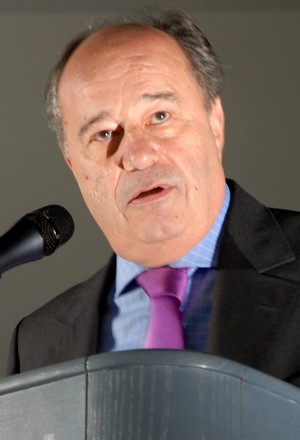
Předseda strany Jean-Michel Baylet (* 1946)

Předsedou strany je Jean-Michel Baylet.

## Volby a zapojení do politického systému
Radikální strana levice spolupracuje s levicovými a středovými stranami. Ve volbách do Národního shromáždění 1973 obdržela 12 mandátů, 1978 10 mandátů, v roce 1981 se spojila do volební koalice s PS, která obdržela 283 mandátů (z toho 14 pro radikály), ve volbách 1986 pouze 2 mandáty, 1988 9 mandátů, v roce 1993 14 (spolu s nezávislými), 1997 12 a v roce 2002 7 mandátů.
Při parlamentních volbách v roce 2007 získala PRG 7 mandátů v Národním shromáždění (343 580 hlasů v prvním kole, tj. 1,31 % a 0 mandátů; ve druhém kole 333 189 hlasů, tj. 1,63 % a 7 mandátů).
V prezidetských volbách roku 1981 obdržel Michel Crépeau 642 847 hlasů, tj. 2,21 %. Do voleb v roce 1988 a 1995 nenasadili radikálové svého kandidáta. Kandidátka strany Christiane Taubira získala v prvním kole voleb 2002 660 447 hlasů, tj. 2,32 %.
V prezidentských volbách 2007 podpořila PRG kandidátku Socialistické strany Ségolène Royal.
PRG zastupuje 7 senátorů.

## Programové pilíře PRG
- republikanismus
- laictví / sekularismus
- progresivismus
- humanismus
- volnomyšlenkářství / liberalismus
- solidarita

## Vývoj názvu strany
- Mouvement de la gauche radicale-socialiste (MGRS) (Hnutí radikálně socialistické levice)
- Mouvement des radicaux de gauche (MGR) (Hnutí radikálů levice)
- Parti radical-socialiste  (PRS) (Radikálně socialistická strana)
- Parti radical de gauche (PRG) (Radikální strana levice), současný název